# Muzaffer Özdemir
Muzaffer Özdemir (* 1955 in Gümüşhane) ist ein türkischer Schauspieler.

## Leben
Muzaffer Özdemir feierte sein Schauspieldebüt 1999 mit der gleichnamigen Hauptrolle in Nuri Bilge Ceylans Film Bedrängnis im Mai. Das Drama erzählt die Geschichte des jungen Muzaffer, der nach Anatolien in seine Heimatstadt zurückkehrt, um ein Filmprojekt mit seinen Familienmitgliedern zu realisieren. Dort wird der Filmemacher mit den Problemen von Eltern und Verwandten konfrontiert: sein Cousin träumt von einer Zukunft in Istanbul, während Muzaffers Vater droht, ein Stück Wald an das Katasteramt zu verlieren. Der stark autobiografisch gefärbte Film (Vater und Mutter werden von den Eltern des Regisseurs gespielt) wurde von der tageszeitung wegen seiner fast buddhistischen Ruhe und der ungewohnten Schnitttechnik gelobt, während die New York Times das Werk mit den Arbeiten Abbas Kiarostamis verglich. Bedrängnis im Mai errang eine Reihe von internationalen Film- und Festivalpreisen, darunter den FIPRESCI-Preis bei der Verleihung des Europäischen Filmpreises 2000 und die Auszeichnungen der Filmfestivals von Angers, Ankara, Antalya, Bergamo und Istanbul.
Den Durchbruch als Schauspieler ebnete Özdemir 2002 die erneute Zusammenarbeit mit Nuri Bilge Ceylan an dem Drama Uzak – Weit (2002), dem letzten Teil einer Trilogie über die Unterschiede zwischen Land- und Großstadtleben. Hier agiert der türkische Schauspieler als ehemals ambitionierter Fotograf Mahmut, der seinen Lebensunterhalt mit Werbefotos für Kataloge verdient. Der Besuch eines jungen Verwandten (gespielt von Mehmet Emin Toprak) aus der Provinz bringt jedoch Mahmuts kleine Welt aus dem Gleichgewicht. Yusuf versucht im jugendlichen Eifer vergeblich in der türkischen Großstadt eine Arbeit zu finden, um seine zurückgebliebene Familie zu ernähren. Uzak – Weit feierte seine Premiere in der Türkei Ende des Jahres 2002 und war fast fünf Monate später im Wettbewerb der Filmfestspiele von Cannes 2003 vertreten, wo er in der Gunst der Fachkritik stand. Zwar musste sich Nuri Bilge Ceylans Film im Wettbewerb um die Goldene Palme dem Drama Elephant des US-Amerikaners Gus Van Sant geschlagen geben, wurde aber mit der zweitwichtigsten Auszeichnung, dem Großen Preis der Jury prämiert. Muzaffer Özdemir erhielt für den Part des ungehobelten Egoisten Mahmut gemeinsam mit dem 2002 verstorbenen Mehmet Emin Toprak als erste und bislang einzige türkische Akteure den Preis für den besten Schauspieler des Filmfestivals. Auch in Deutschland, wo der Film erst drei Jahre nach seiner Entstehung veröffentlicht wurde, erhielt Uzak – Weit positive Kritiken. Kälte herrsche zwischen den Figuren, so die Süddeutsche Zeitung, die den Film mit Werken von Andrei Tarkowski verglich.

## Filmografie
- 1999: Bedrängnis im Mai (Mayis sikintisi)
- 2002: Uzak – Weit (Uzak)
- 2008: Nowhere Man
- 2010: Siyah beyaz
- 2011: Yurt

## Auszeichnungen
- 2003: Darstellerpreis der Internationalen Filmfestspiele von Cannes für Uzak – Weit (gemeinsam mit Mehmet Emin Toprak)